# Marpa Tłumacz
Marpa Tłumacz (tyb.: མར་པ་ལོ་ཙྰ་བ་ཆོས་ཀྱི་བློ་གྲོས་, Wylie：mar pa lo bo’ chos kyi blo gros; 1012–1097) – wielki mistrz buddyzmu tybetańskiego, uczeń m.in. indyjskich mistrzów Naropy (1016–1100) i Maitripy (1007–1077), założyciel szkoły Kagyu w Tybecie, tłumacz wielu fundamentalnych tekstów buddyjskich.
Sprowadził z Indii do Tybetu nauki Buddyzmu Diamentowej Drogi. Spadkobiercą jego przekazu był jogin Milarepa. Prowadził życie człowieka świeckiego, utrzymując swoją rodzinę z pracy własnych rąk – w odróżnieniu od mnichów, którzy praktykują buddyzm w ramach systemu klasztornego. Biorąc Marpę za przykład świeckiego nauczyciela, szkoła Kagyu dobrze rozwija się w warunkach nowoczesnego zachodniego społeczeństwa.